# Sven Gerich
Sven Gerich, nato Sven Rapp (Hann. Münden, 30 ottobre 1974), è un politico tedesco, sindaco di Wiesbaden dal 2013 al 2019.